# Зеллвуд (Флорида)
Зеллвуд (англ. Zellwood) — переписна місцевість (CDP) в США, в окрузі Орандж штату Флорида. Населення — 2758 осіб (2020).

## Географія
Зеллвуд розташований за координатами 28°43′19″ пн. ш. 81°34′24″ зх. д. / 28.72194° пн. ш. 81.57333° зх. д. (28.721898, -81.573234).  За даними Бюро перепису населення США в 2010 році переписна місцевість мала площу 10,25 км², з яких 9,82 км² — суходіл та 0,43 км² — водойми.

## Демографія
Згідно з переписом 2010 року, у переписній місцевості мешкало 2817 осіб у 1441 домогосподарстві у складі 829 родин. Густота населення становила 275 осіб/км².  Було 1643 помешкання (160/км²).
Расовий склад населення:
| - 90,6 % — білих - 2,0 % — чорних або афроамериканців - 0,5 % — азіатів - 0,4 % — корінних американців - 5,9 % — осіб інших рас |

До двох чи більше рас належало 0,6 %. Частка іспаномовних становила 12,1 % від усіх жителів.
За віковим діапазоном населення розподілялося таким чином: 9,9 % — особи молодші 18 років, 38,7 % — особи у віці 18—64 років, 51,4 % — особи у віці 65 років та старші. Медіана віку мешканця становила 65,6 року. На 100 осіб жіночої статі у переписній місцевості припадало 86,7 чоловіків;  на 100 жінок у віці від 18 років та старших — 85,6 чоловіків також старших 18 років.
Середній дохід на одне домашнє господарство  становив 48 772 долари США (медіана — 35 724), а середній дохід на одну сім'ю — 53 722 долари (медіана — 34 750). За межею бідності перебувало 24,2 % осіб, у тому числі 50,3 % дітей у віці до 18 років та 7,0 % осіб у віці 65 років та старших.
Цивільне працевлаштоване населення становило 1123 особи. Основні галузі зайнятості: освіта, охорона здоров'я та соціальна допомога — 26,7 %, оптова торгівля — 13,3 %, науковці, спеціалісти, менеджери — 11,4 %.